# Perenelle Flamel

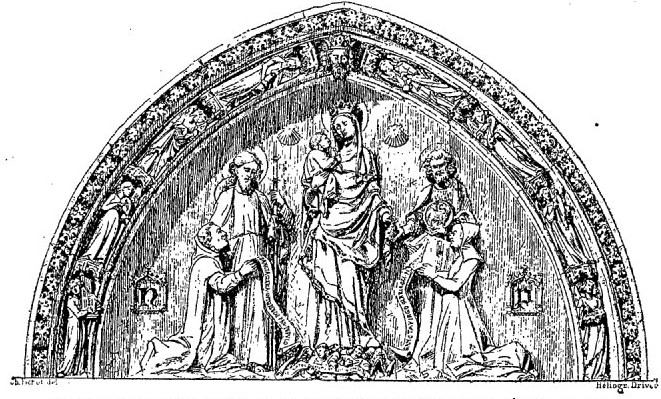
Portaal van de kerk van Saint Jacques de la Boucherie, gefinancierd door Nicolas en Perenelle Flamel in 1389. Ze zijn er beiden op uitgebeeld.

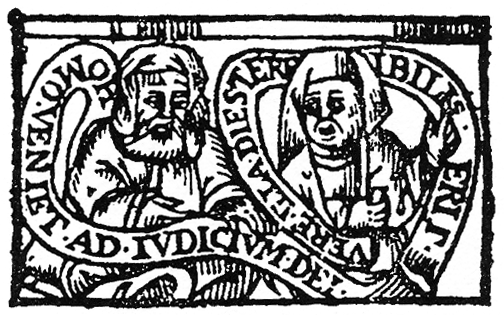
Houtsnede uit de 16e, 17e eeuw, die Nicolas en Perenelle Flamel voorstelt

Perenelle Flamel - of Pernelle Flamel - (1340? - 11 september 1397) was een alchemist en de vrouw van de beroemde, vijftiende-eeuwse alchemist Nicolas Flamel. Ze was een weduwe die trouwde met Nicolas Flamel toen zij ongeveer 30 was. Ze kozen ervoor om kinderloos te blijven, maar gebruikten hun rijkdommen voor de zorg om zieken en armen.
Nicolas Flamel was een alchemist met het levensdoel de steen der wijzen te maken. De steen der wijzen veranderde volgens de legende metalen in goud, houtskool in diamant en herbergde het eeuwige leven. Perenelle hielp hem bij zijn zoektocht naar deze steen.
Het was door de neef van Perenelle dat Nicolas Flamel over het boek van Abraham de Jood te horen kreeg dat de geheimen van de steen der wijzen in zich droeg. Perenelle wordt verondersteld eerder te zijn overleden dan haar echtgenoot.

## Fictie
Nicolas en Perenelle Flamel verschijnen in de novelle The Alchemyst: the Secrets of the Immortal Nicholas Flamel van Michael Scott. In dit verhaal is zij de zevende dochter van een zevende dochter, wat haar het vermogen geeft om met geesten te communiceren. Ze was een waarzegster onder de naam Chat de Noir in Parijs.
Nicolas en Perenelle maken beiden hun opwachting in het fantasieboek Harry Potter en de Steen der Wijzen van J.K. Rowling. In dit boek is Flamel erin geslaagd de steen der wijzen te maken en worden zowel hij als zijn vrouw ruim zeshonderd jaar oud door het drinken van de levenselixer die door de steen wordt verkregen.